# Зденек Куммерманн
Зденек (Кумр) Куммерманн (чеськ. Zdeněk "Kumr" Kummermann; 24 січня 1903, Прага, Австро-Угорщина — 1942, Майданек, Люблін, Третій Рейх) — чехословацький футболіст, що грав на позиції захисника за празьку «Славію». У складі збірної Чехословччини зіграв 2 матчі.

## Біографія
Зденек народився в січні 1903 року в родині Еміла Куммерманна і його дружини Павли Клінгер. Батько був родом із міста Кутна-Гора, а мати народилася в Празі. Другою дитиною в їхній родині була донька Марта, яка народилася в березні 1907 року.
Куммерманн виступав на позиції захисника за футбольний клуб «Славія» з Праги, з яким в 1925 році виграв перший в історії чемпіонат Чехословаччини. У переможному сезоні Зденек взяв участь в трьох матчах, а вже в наступному сезоні отримав більше ігрового часу, взявши участь в 14 іграх чемпіонату. У 1926 році зіграв у фіналі Середньочеського кубка, де «Славія» перемогла з рахунком 10:0 «Краловські Виногради».
У 1927 році був учасником першого розіграшу Кубка Мітропи, зігравши чотири матчі. У чвертьфіналі турніру його команда здолала угорський «Уйпешт», а в півфіналі «Славія» поступилася австрійському «Рапіду».
У тому ж році зіграв за збірну Праги в матчі проти Відня, що проходив в рамках турніру «Міських ігор». За «Славію» він виступав до сезону 1927—1928 років, зігравши за цей час 27 матчів у чемпіонаті Чехословаччини.
У складі збірної Чехословаччини Зденек дебютував 14 березня 1926 року в товариському матчі проти Австрії, на три хвилини вийшовши на заміну замість Антоніна Пернера. Зустріч завершилася з рахунком 2:0 на користь австрійців. У тому ж році він зіграв ще в одному матчі — 28 жовтня проти збірної Італії.
15 травня 1942 року, під час окупації Чехословаччини, Зденек був депортований з Праги до концентраційного табору Терезієнштадт, а через два дні був відправлений до польського міста Люблін. Помер на території концтабору Майданек.

## Досягнення
«Славія»:
- Чемпіон Чехословаччини: 1925
- Володар Середньочеського кубка: 1926

| Дата       | Місто  | Господарі      | Результат | Гості          | Турнір           | Голи | Примітки |
| ---------- | ------ | -------------- | --------- | -------------- | ---------------- | ---- | -------- |
| 14/03/1926 | Відень | Австрія        | 2 – 0     | Чехословаччина | товариський матч | -    | 42' 46'  |
| 28/10/1926 | Прага  | Чехословаччина | 3 – 1     | Італія         | товариський матч | -    |          |
| Усього     |        | Матчів         | 2         |                | Голів            | 0    |          |

### Статистика виступів у кубку Мітропи
| №                      | Розіграш               | Стадія                 | Дата та місце проведення | Команда 1              | Рахунок | Команда 2         | Голи |
| ---------------------- | ---------------------- | ---------------------- | ------------------------ | ---------------------- | ------- | ----------------- | ---- |
| 1                      | 1927                   | 1/4                    | 21.08.1927, Прага        | Славія (Прага)         | 4:0     | Уйпешт (Будапешт) |      |
| 2                      | 1927                   | 1/4                    | 28.08.1927, Будапешт     | Уйпешт (Будапешт)      | 2:2     | Славія (Прага)    |      |
| 3                      | 1927                   | 1/2                    | 28.09.1927, Прага        | Славія (Прага)         | 2:2     | Рапід (Відень)    |      |
| 4                      | 1927                   | 1/2                    | 2.10.1927, Відень        | Рапід (Відень)         | 2:1     | Славія (Прага)    |      |
| Всього у кубку Мітропи | Всього у кубку Мітропи | Всього у кубку Мітропи | Всього у кубку Мітропи   | Всього у кубку Мітропи | 4       |                   | 0    |